# International Police Association

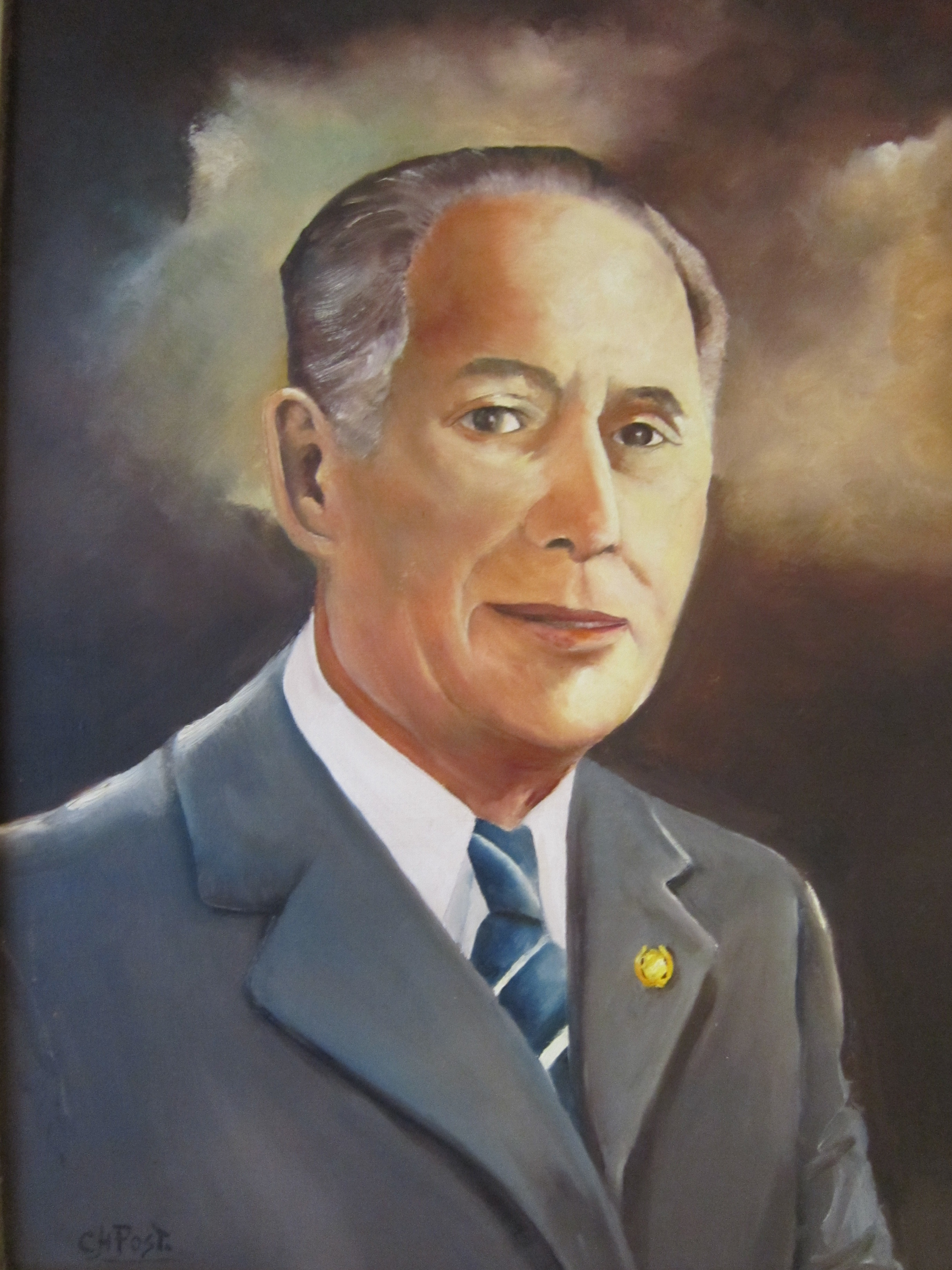
Arthur Troop

International Police Association (IPA, Międzynarodowe Stowarzyszenie Policji) – organizacja skupiająca funkcjonariuszy i emerytów służb policyjnych z całego świata. Jej dewizą jest hasło w języku esperanto „Servo Per Amikeco” – „Służyć Poprzez Przyjaźń” a celem tworzenie autentycznych więzów przyjaźni i koleżeństwa zawodowego pomiędzy zatrudnionymi w służbach policyjnych na całym świecie.
Stowarzyszenie powstało w 1950 roku z inicjatywy angielskiego policjanta Arthura Troopa, polscy policjanci przystąpili do niego w 1992 roku. Dzisiaj jest to potężna międzynarodowa organizacja skupiająca 68 krajów świata i kilkaset tysięcy członków. W każdym z krajów członkowskich działa jako sekcja narodowa – w Polsce jest to IPA Sekcja Polska. Organizacja w 2024 zrzesza ok. 372 000 członków. Najliczniejsze są sekcje narodowe w Niemczech (58 642 członków – dane z 2001), Austrii (33 630 członków), Izraelu (20 000 członków). W Polsce w końcu 2004 roku było 6 200 członków IPA. W 2020 roku było to już ok. 10 000 członków. Siedziba biura organizacji znajduje się w Nottingham. Na czele IPA stoi Światowy Zarząd IPA (IEB), która składa się 8 członków wybieranych przez kongres na 4-letnie kadencje. Na czele rady stoi Prezydent organizacji. W kadencji 2023-2027 funkcję te obejmuje Martin Hoffmann.
Znakiem IPA jest gwiazda w wieńcu otaczająca kulę ziemską z napisem International Police Association. Symbolem tym mogą się posługiwać jedynie organizacje i członkowie IPA.

## IPA – Sekcja Polska
Władze krajowe IPA reprezentowane są przez Prezydium Krajowego Zarządu na czele którego stoi Prezydent Sekcji Polskiej IPA – Piotr Wójcik.
W Polsce IPA podzielone jest na 17 Grup Wojewódzkich (16 województw plus grupa stołeczna). Każda z nich corocznie organizuje imprezy sportowe, w których uczestniczą policjanci z Polski i z zagranicy, organizuje wyjazdy zagraniczne połączone ze spotkaniami z lokalnymi przedstawicielami IPA i Policji. IPA Polska przyjmuje również wiele wycieczek policjantów zagranicznych, głównie z Europy ale również z Izraela i USA.